# Köttberg

Befolkningspyramid som visar antalet personer i vissa åldrar för 2016. 40-talisterna var runt 70 år gamla 2016, och kohorten syns i diagrammet.

Köttberg är en benämning som tidigare svenske finansministern Pär Nuder i olika sammanhang använt på personer födda på 1940-talet, alltså efterkrigsbarnen. Efter att han använt ordet på ett morgonmöte hos Skandinaviska Enskilda Banken den 1 december 2004 blev hans ordval kritiserat och omdiskuterat från flera håll.
Enligt utskrifterna av Pär Nuders tal formulerade han sig så här: 
"Detta köttberg av 40-talister som vi 60-talister ska föda - det är en realitet att försörjningskvoten riskerar att bli ett problem."
"Jag blir väldigt rädd för generationsmotsättningarna den dagen som Göran Persson blir ordförande i PRO, och jag är inte alldeles säker på att 80- och 90-talisterna får det lätt att hävda sina intressen."
Dåvarande statsminister Göran Persson, själv född 1949, tog i sina egna ord "ungtuppen Nuder i upptuktelse" för detta uttalande. Nuder beklagade att människor tagit illa vid sig.
Ordet "köttberg" kommer från europeiska jordbrukspolitiken och betyder helt enkelt överproduktion av kött som det inte finns någon marknad för.
Med anledning av att Kerstin Ekman den 6 april 2020 i en text om coronakrisen (en viruspandemi där den högsta dödligheten återfanns hos äldre människor) skrivit Är Pär Nuder nöjd nu när just de gamla dör undan?, gick Pär Nuder i svaromål nästkommande dag i artikeln Pär Nuder: Jag har aldrig önskat livet ur gamla människor.